# Pink Hill
Pink Hill és una població dels Estats Units a l'estat de Carolina del Nord. Segons el cens del 2006 tenia 538 habitants.

## Demografia
Segons el cens del 2000, Pink Hill tenia 521 habitants, 206 habitatges i 142 famílies. La densitat de població era de 428 habitants per km².
Dels 206 habitatges en un 33% hi vivien nens de menys de 18 anys, en un 46,1% hi vivien parelles casades, en un 18% dones solteres, i en un 30,6% no eren unitats familiars. En el 26,7% dels habitatges hi vivien persones soles el 13,6% de les quals corresponia a persones de 65 anys o més que vivien soles. El nombre mitjà de persones vivint en cada habitatge era de 2,53 i el nombre mitjà de persones que vivien en cada família era de 2,98.
Per edats la població es repartia de la següent manera: un 28,4% tenia menys de 18 anys, un 8,1% entre 18 i 24, un 27,1% entre 25 i 44, un 20,2% de 45 a 60 i un 16,3% 65 anys o més.
L'edat mediana era de 35 anys. Per cada 100 dones de 18 o més anys hi havia 85,6 homes.
La renda mediana per habitatge era de 32.656 $ i la renda mediana per família de 39.583 $. Els homes tenien una renda mediana de 25.536 $ mentre que les dones 16.250 $. La renda per capita de la població era de 19.730 $. Entorn del 16,3% de les famílies i el 20,2% de la població estaven per davall del llindar de pobresa.

## Poblacions més properes
El següent diagrama mostra les poblacions més properes.